# 横浜市交通局1100型電車
横浜市交通局1100型電車（よこはましこうつうきょく1100がたでんしゃ）は、かつて横浜市交通局が所有していた路面電車である横浜市電の電車。

## 概要
1936年に初の中形ボギー車として5両が購入された。横浜市電唯一のバンパー面からの流線型車両でもある。戦前は片面に3脚ずつクロスシートが設置され、鋼製振止式の吊革を採用するなど当時としてモダンな車両だったため、「ロマンスカー」の愛称をもった。（配置は片側クロスで片側ロング）しかし戦時中に撤去され座席数が半減した。

## 運用
1967年にワンマン車に改造され全廃まで使用。

## 保存車
現存は1104号車が横浜市電保存館に展示されている。